# 続く世界
『続く世界』（つづくせかい）は中川翔子の6作目のシングル。2008年9月10日発売。

## 作品概要
- CDのみ盤、CD+DVD盤、限定盤、グレン盤の4仕様となっている。
- CD+DVD盤では「続く世界」のPVとそのメイキング映像がDVDに収録されているが、限定盤ではDVDにアメリカでのライブ映像を含むドキュメントが追加収録されている。
- PVは全てアメリカでのフィルム撮影である。
- オリコンによると、自身最高の初動売上枚数を記録した。

## 収録曲
1. 続く世界
作詞：meg rock  作曲：藤末樹　編曲：nishi-ken
2. through the looking glass
作詞：meg rock  作曲：磯崎健史　編曲：齋藤真也
3. 続く世界 -Instrumental-
4. 空色デイズ feat. 8bit Project -spiral chiptune mix-
作詞：meg rock  作曲：齋藤真也
3rdシングル「空色デイズ」のリミックス・バージョン。

## 参加ミュージシャン
続く世界
- 加藤大祐（Guitars）
- 黒須克彦（Bass）
- 渡辺豊（Drums）
- nishi-ken（Keyboards&Programming）
- mao（Chorus）

through the looking glass
- 齋藤真也（Keyboards&Programming）
- 石井裕（Guitars）
- 黒須克彦（Bass）
- mao（Chorus）
- 大先生室谷ストリングス（Strings）

## 仕様
CD盤
- 初回盤は「天元突破グレンラガン」ワイドキャップステッカー（typeB）付

CD+DVD盤
- 初回盤は「天元突破グレンラガン」ワイドキャップステッカー（typeA）付

完全生産限定盤
- アメリカ盤スペシャルブックレット
- スペシャルライブ in L.A.ステッカー

グレンラガン盤
- 錦織敦史 書き下ろし デジパックジャケット
- 中川翔子×ニア コスプレミニ写真集
- meg rock・中川翔子 ライナーノーツ

## タイアップ
続く世界
- 映画『劇場版 天元突破グレンラガン 紅蓮篇』主題歌

through the looking glass
- 不二家「LOOK ア・ラ・モード」CMソング